# Великий Шум
Великий Шум (словац. Veľký Šum) — річка в Словаччині, ліва притока Попраду, протікає в окрузі Попрад.
Довжина приблизно 6.5-7.4 км. Витік знаходиться в масиві Високі Татри (геоморфологічна підодиниця Татранське передгір'я — схил гори Тупа); на висоті близько 2250 метрів. Впадає Малий Шум. Протікає територією міста Високі Татри (частина Вишне Наги) і села Штуола.
Впадає у Попрад на висоті приблизно 855 метрів.